# Jonas Föhrenbach
Jonas Föhrenbach (Freiburg, 26 de janeiro de 1996) é um futebolista alemão que atua como lateral-esquerdo. Atualmente joga pelo Heidenheim.

## Carreira
Jonas Föhrenbach começou a carreira no Freiburg.

## Títulos
- 2. Bundesliga: 2015–16 (Freiburg), 2022–23 (Heidenheim)[1]
- Regionalliga Cup Baden: 2017–18 (Karlsruher)[1]
- DFB Junioren Pokal: 2013–14 (Freiburg Sub-19)[1]